# 大井義昌
大井 義昌（おおい ぎしょう、1876年（明治9年）3月6日 - 1952年（昭和27年）9月9日）は、日本の政治家。富山県氷見市長（1期）。

## 来歴
富山県砺波郡西部金屋村（のち砺波郡北般若村→東砺波郡北般若村→西砺波郡戸出町、現在の高岡市）生まれ。1900年（明治33年）富山県師範学校卒。東砺波郡内の小学校の校長を務める。その後、氷見郡と婦負郡の視学となり、1920年（大正9年）11月6日氷見町長に就任する。在任中は氷見漁港改修や富山県立氷見中学校（現在の富山県立氷見高等学校）の設立などに力を入れた。町長は1930年（昭和5年）8月18日まで務めた。
戦後は日本社会党に入り、県連副会長、氷見郡支部長、日本農民組合富山県連会長などを歴任した。1947年（昭和22年）の総選挙（富山2区）と富山県知事選挙に立候補したが、いずれの選挙も落選した。同年、富山県農業委員に就任。1951年（昭和26年）の氷見町長選挙に立候補して当選（同年4月30日就任）。翌1952年（昭和27年）8月、氷見町は近隣の村と合併し、氷見市が発足。その翌月、現職のまま死去した。